# Idioma kureinji
Kureinji es una lengua extinta del suroeste Nueva Gales del Sur. También se le llama Keramin y Kemendok, aunque no está claro si se trata de dialectos o sinónimos.
Keramin también es referido con los nombres: Karin, Kerinma, Karinma, Karingma, Keramin; otros nombres son: Orangema, Pintwa.
Horgen sugiere que Yerreyerre es otro nombre para Keramin, pero este nombre puede referirse a otros idiomas.